# Ервін Кашнер
Ервін Кашнер (нім. Erwin Kaschner; 14 жовтня 1897, Герліц — 6 листопада 1973, Ойтін) — німецький воєначальник, доктор філософії, генерал-майор вермахту. Кавалер Німецького хреста в золоті.

## Біографія
8 червня 1915 року вступив добровольцем в 130-й піхотний полк. Учасник Першої світової війни. З 1 жовтня 1917 року — командир взводу, потім — ордонанс-офіцер 203-го резервного піхотного полку. 29 липня 1918 року поранений і взятий в полон британськими військами. 31 грудня 1919 року звільнений з полону і демобілізований. 1 жовтня 1927 року вступив в армію цивільним службовцем. 1 липня 1934 року повернувся на дійсну службу.
З 27 серпня 1939 року — командир 1-го запасного батальйону 486-го піхотного полку. З 17 серпня 1941 року — командир свого полку, з 28 вересня 1943 року — 461-го піхотного полку. 5 березня 1944 року відправлений в резерв ОКГ і пройшов курс командира дивізії. З 15 серпня 1944 року — командир 326-ї піхотної, з 23 грудня 1944 року — 326-ї народно-гренадерської дивізії. 28 квітня 1945 року взятий в полон американськими військами. 20 червня 1947 року звільнений.

## Звання
- Лейтенант резерву (1 жовтня 1917)
- Гауптман (1 липня 1934)
- Майор (1 січня 1938)
- Оберстлейтенант (1 березня 1941)
- Оберст (1 березня 1942)
- Генерал-майор (23 грудня 1944)

## Нагороди
- Залізний хрест 2-го і 1-го класу
- Нагрудний знак «За поранення» в чорному
- Почесний хрест ветерана війни з мечами
- Пам'ятна військова медаль (Австрія) з мечами
- Медаль «За вислугу років у Вермахті» 4-го і 3-го класу (12 років)
- Медаль «У пам'ять 1 жовтня 1938 року»
- Застібка до Залізного хреста 2-го і 1-го класу
- Штурмовий піхотний знак в сріблі
- Німецький хрест в золоті (24 грудня 1941)
- Медаль «За зимову кампанію на Сході 1941/42»